# كاسيو إديفيس

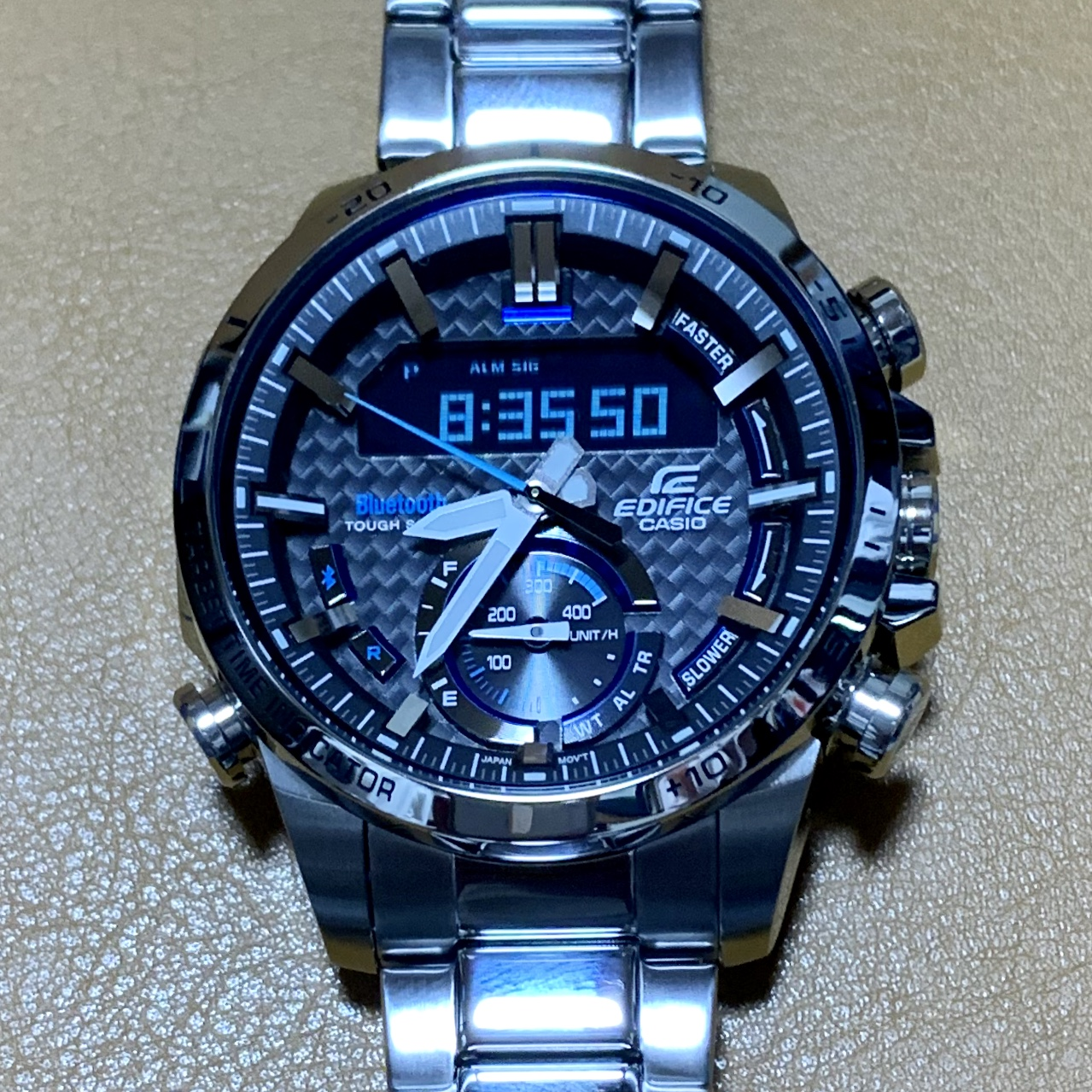
إديفيس ECB-800D-1A

إيديفيس (بالإنجليزية: Edifice)‏ هي علامة تجارية لساعات تصنعها شركة الإلكترونيات اليابانية كاسيو. تم تصميم ساعات إديفيس لجذب المشترين الذين يعملون في وظائف مهنية. تحتوي الساعات على وظائف متعددة، تتراوح من عقارب متعددة الاستعمال إلى التوقيت العالمي وعدة منبهات.

## التكنولوجيا
تتراوح ساعات إديفيس بين الكرونوغراف الأساسي إلى الموديلات الأكثر تقدمًا مع المزيد من الحركات المحوسبة. تستخدم العديد من ساعات إديفيس سوغ سولار، وهو الاسم التجاري لشركة كاسيو للبطاريات التي تعمل بالطاقة الشمسية. النماذج الأكثر تقدمًا هي " كاسيو ويف سيبتور " التي يمكنها معايرة نفسها بالساعات الذرية عبر موجات الراديو. تحتوي بعض النسخ على اتصال بالبلوتوث مما يتيح مراقبتها عبر الهاتف الذكي ومشاركة بيانات الكرونوغراف. يختلف عرض الساعات في نطاق إديفيس من عرض تناظري بحت إلى شاشة تجمع بين شاشات عرض تناظرية ورقمية (تسمى أيضًا آنا-ديغي).

## الرعاية

### سباقات السيارات
كانت علامة إديفيس الراعي الرسمي لـ فريق تورو روسو منذ عام 2016 واستمر ذلك حتى مع إعادة تسميته إلى فريق سكودريا ألفا توري في عام 2020.
كما ترعى إديفيس قسم سباق السيارات هوندا ريسينغ، وقسم سباق السيارات نيسان موتورز نيزمو، وفريق تومز ريسينغ وسلسلة إنتر بروتو اليابانية.
كما نتج عن الشراكة مع فريق تورو روسو وسكودريا ألفا توري وسباقات سيارات هوندا إطلاق إصدار خاص من الساعات.